# 色彩 (ヰ世界情緒のアルバム)
『色彩』（しきさい）は、2024年3月27日にリリースされたバーチャルアーティストヰ世界情緒の 2nd アルバムである。『色彩α』および『色彩β』の2形態で発売された。

## 概要
ヰ世界情緒にとって2年3ヶ月ぶりとなるフルアルバムである。『色彩α』のジャケットイラストはイラストレーターのれおえんによるものであり、『色彩β』はヰ世界情緒自身によるジャケットイラストである。この2形態のジャケットイラストは、白と黒の対比になっている。『色彩β』が黒をテーマとしたもので、ヰ世界情緒が「暗がりの中に漂っている安心感」をイメージし描いたものである。
タイトルの「色彩」には、「世界にある事象そのものに自分で色を付けていくことができる」という意味が込められている。ヰ世界情緒自身は音楽や創作を通じ、自分が見ている世界に色を付けてもらうということを体験しており、自分の周りにあるものを楽しくしたり美しく見せてくれるのがそういったものであると考えている。「色彩」は複数あるタイトル案の一つであり、当初はあまりしっくり来ていなかったものの、自身のライブ『ヰ世界情緒 2nd ONE=MAN LIVE「Anima II」』を経験したことで、色には複雑な側面があり、音楽や創作を通して世界に色を付けて行くことが自分にとっての色なのかもしれないと気付き、このタイトルに決定したと語っている。
アルバムにはロングインタビューやイラストを含むファンブックや、ライブ写真、キーホルダーやポストカード、色鉛筆などが同梱された。
ヰ世界情緒本人は本作について、1st アルバム『創生』に比べ、世界観がより多面的になったと語っている。また、自身の持つ歌唱の可能性のようなものに挑戦し、それが提示できたアルバムであると語っている。更に、本作を聴いてくれた人の力になれたらいいなという想いを語っている。

## 収録曲
全15曲。収録曲のうち「そして白に還る」は2023年3月31日に配信リリースされた楽曲で、12月9日にミュージックビデオが公開された。「かたちなきもの」は自身が初めて作詞を手掛けた楽曲である。リードトラックは「描き続けた君へ」であり、ライブシリーズ「Anima」に向けて作られた楽曲である。
| #         | タイトル               | 作詞・作曲・編曲                                   | 時間  |
| --------- | ---------------------- | -------------------------------------------------- | ----- |
| 1.        | 「息吹-instrumental-」 | 朝比奈健人                                         | 01:56 |
| 2.        | 「そして白に還る」     | 香椎モイミ                                         | 05:13 |
| 3.        | 「ラピスのお人形」     | はるまきごはん                                     | 03:09 |
| 4.        | 「パンドラコール」     | 廉                                                 | 03:37 |
| 5.        | 「ディメンション」     | 柊マグネタイト                                     | 03:03 |
| 6.        | 「キミ消失セカイ」     | 廉                                                 | 03:22 |
| 7.        | 「グレイスケイル」     | 糸井塔                                             | 03:09 |
| 8.        | 「此処に棘と死を」     | SLAVE.V-V-R                                        | 03:44 |
| 9.        | 「ネリネの内緒事」     | 香椎モイミ                                         | 03:52 |
| 10.       | 「暮れなずむ約束」     | 香椎モイミ                                         | 03:43 |
| 11.       | 「ヴァーミリオン」     | 柊マグネタイト                                     | 03:07 |
| 12.       | 「描き続けた君へ」     | 香椎モイミ                                         | 05:10 |
| 13.       | 「かたちなきもの」     | 香椎モイミ（作詞・作曲・編曲）、ヰ世界情緒（作詞） | 04:06 |
| 14.       | 「ANGELIC」            | 香椎モイミ                                         | 05:00 |
| 15.       | 「色彩-instrumental-」 | 朝比奈健人                                         | 01:53 |
| 合計時間: | 合計時間:              | 合計時間:                                          | 54:04 |

## イベント
リリースを記念して、2024年2月10日から同年3月31日までカラオケパセラとのコラボレーションが行われた。東京および大阪の店舗で、コラボレーションメニューの販売、グッズの販売、ノベルティの頒布などが行われた。